# ترینیداد (سائوتومه و پرنسیپ)
ترینیداد (سائوتومه و پرنسیپ) (به لاتین: Trindade (São Tomé and Príncipe)) یک شهر در سائوتومه و پرنسیپ است که در São Tomé Province واقع شده‌است.

## خصوصیات
ترینیداد ۸٬۳۹۲ نفر جمعیت دارد و ۲۵۴ متر بالاتر از سطح دریا واقع شده‌است.